# Костивцы
Костивцы — деревня в Гагаринском районе Смоленской области России. Входит в состав Никольского сельского поселения. Население — 3 жителя (2007).
Расположена в северо-восточной части области в 4 км к югу от Гагарина, в 2 км севернее автодороги М1 «Беларусь», на берегу реки Малая Гжать. В 5 км севернее деревни расположена железнодорожная станция Гагарин на линии Москва — Минск.

## История
В 1626 году упоминается, что в Оболонском стане Можайского уезда в порожних землях находилось … село Микулаево-Костивец на речке Гжати, а в селе место церковное, что была церковь Введения Пречистой Богородицы
В годы Великой Отечественной войны деревня была оккупирована гитлеровскими войсками в октябре 1941 года, освобождена в марте 1943 года.